# Polyschides tetraschistus
Polyschides tetraschistus är en blötdjursart som först beskrevs av Watson 1879.  Polyschides tetraschistus ingår i släktet Polyschides och familjen Gadilidae. Inga underarter finns listade i Catalogue of Life.